# Uniwersytet w Asjucie
Uniwersytet w Asjucie – uczelnia położona w Asjucie, w Egipcie. Została założona w październiku 1957 roku jako pierwszy uniwersytet w Górnym Egipcie.

## Historia
Uniwersytet w Asjucie został założony w 1957 roku. Wówczas miała tylko 27 członków personelu, podczas gdy w 2012 roku było ich 19 375. Pierwszymi wydziałami, które powstały, były Wydział Techniczny i Wydział Nauk Przyrodniczych. Większość pozostałych wydziałów została założona w latach 60. i 90. XX wieku.

## Wydziały i instytuty
Uniwersytet obejmuje 19 wydziałów oraz pięć instytutów:
- Wydział Nauk Ścisłych (Faculty of Science)[3]
- Wydział Inżynierii (Faculty of Engineering)[4]
- Wydział Rolnictwa (Faculty of Agriculture)[5]
- Wydział Medyczny (Faculty of Medicine)[6]
- Wydział Farmaceutyczny (Faculty of Pharmacy)[7]
- Wydział Medycyny Weterynaryjnej (Faculty of Veterinary Medicine)[8]
- Wydział Handlu (Faculty of Commerce)[9]
- Wydział Edukacji (Faculty of Education)[10]
- Wydział Prawa (Faculty of Law)[11]
- Wydział Wychowania Fizycznego (Faculty of Physical Education)[12]
- Wydział Pielęgniarstwa (Faculty of Nursing)[13]
- Wydział Technologii Cukrowniczej i Przemysłu Zintegrowanego (Faculty of Sugar and Integrated Industries Technology)[14]
- Wydział Edukacji Specjalnej (Faculty of Specific Education)[15]
- Wydział Pracy Socjalnej (Faculty of Social Work)[16]
- Wydział Sztuk (Faculty of Arts)[17]
- Wydział Informatyczny (Faculty of Computers and Information)[18]
- Wydział Stomatologii (Faculty of Dentistry)[19]
- Wydział Edukacji Wczesnoszkolnej (Faculty of Education For Early Childhood)[20]
- Wydział Sztuk Pięknych (Faculty of Fine Arts)[21]
- Instytut Badań i Studiów nad Biologią Molekularną (Molecular Biology Researches & Studies Institute)[22]
- Instytut Rozwoju Leków i Innowacji Badawczych (Institute for Drug Development & Innovation Research)[23]
- Instytut Naukowy Materiałów i Nanotechnologii (Institute of Materials Science and Nanotechnology)[24]
- Instytut Nowotworów Południowego Egiptu (South Egypt Cancer Institute)[25]
- Techniczny Instytut Pielęgniarstwa (Technical Institute of Nursing)[26]

## Znani absolwenci
- Sad al-Katatni